# Markthalle (Saint-Martin-Valmeroux)

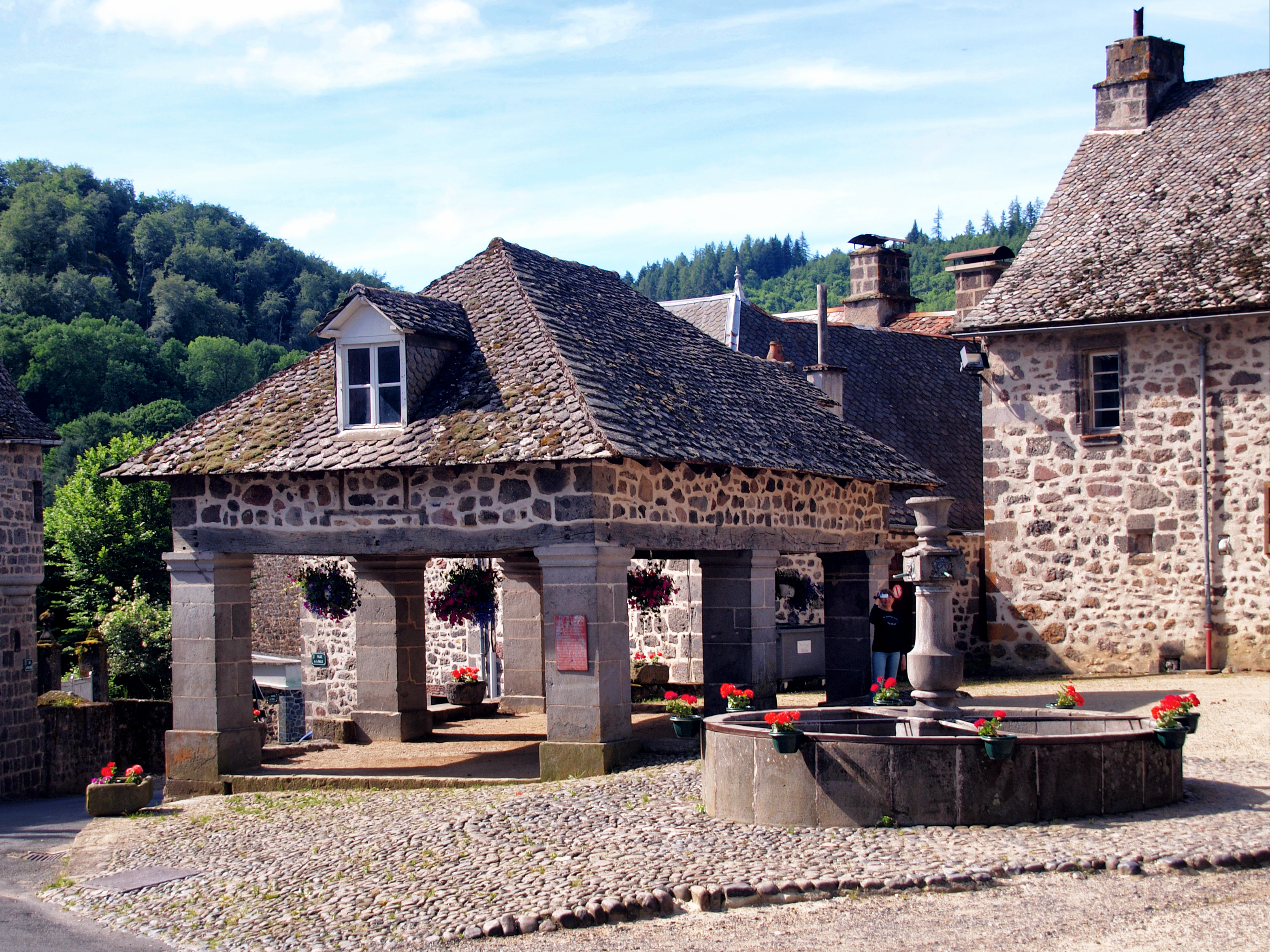
Markthalle in Saint-Martin-Valmeroux

Die Markthalle in Saint-Martin-Valmeroux, einer französischen Gemeinde im Département Cantal in der Region Auvergne-Rhône-Alpes, wurde 1838 errichtet. Die Markthalle steht seit 1947 als Monument historique auf der Liste der Baudenkmäler in Frankreich.
Das an allen Seiten offene Gebäude besteht aus sechs steinernen Säulen, die das Walmdach tragen. Je eine Dachgaube befindet sich an den Schmalseiten.
Neben der Markthalle steht ein öffentlicher Brunnen.